# Äggolskär
Äggolskär är en ö i Finland. Den ligger i Finska viken och i kommunen Raseborg i den ekonomiska regionen  Raseborg i landskapet Nyland, i den södra delen av landet. Ön ligger omkring 90 kilometer väster om Helsingfors.
Öns area är 3,1 hektar och dess största längd är 400 meter i sydöst-nordvästlig riktning. Ön höjer sig omkring 5 meter över havsytan.